# 제22회 영국 아카데미 영화상
제22회 영국 아카데미 영화상은 1968년의 최고의 영화를 기리기 위해 1969년에 열린 시상식이다.

## 수상

### 작품상
- 졸업 - 마이크 니콜스 수상

### 데이빗 린 상
- 졸업 - 마이크 니콜스 수상

### 칼 포먼 상
- 졸업 - 더스틴 호프만 수상

### 남우주연상
- 초대받지 않은 손님 - 스펜서 트레이시 수상

### 여우주연상
- 겨울의 라이온 - 캐서린 햅번 수상
- 초대받지 않은 손님 - 캐서린 햅번 수상

### 남우조연상
- 이안 홈 수상

### 여우조연상
- 빌리 화이트로우 수상

### 각본상
- 졸업 - 칼더 윌링햄 수상

### 편집상
- 졸업 - 샘 오스틴 수상

### 촬영상
- 2001 스페이스 오디세이 - 죠프리 언스워스 수상

### 음향상
- 2001 스페이스 오디세이 - Winston Ryder 수상

### 의상상
- 로미오와 줄리엣 - Danilo Donati 수상

### 미술상
- 2001 스페이스 오디세이 - 안소니 마스터스 수상

### 단편애니메이션작품상
- Norman McLaren 수상

### 안소니 아스퀴스상
- 겨울의 라이온 - 존 배리 수상

### UN상
- 초대받지 않은 손님 - 스탠리 크레이머 수상

### 특별상
- Richard Bigham 수상

## 같이 보기
- 제41회 아카데미상
- 제21회 미국 감독 조합상
- 제26회 골든 글로브상
- 제21회 미국 작가 조합상